# Garfield: The Movie
Garfield: The Movie er en film fra 2004 baseret på Jim Davis' tegneserie Garfield. I filmen er katten Garfield generet med computer animering (CGI), mens alle andre medvirkende dyr er virkelige. Filmen blev introduceres af Peter Hewitt, produceret af Davis Entertainment for 20th Century Fox og har Breckin Meyer (som Jon Arbuckle), Jennifer Love Hewitt (som Dr. Liz Wilson) og Bill Murray (som Garfields stemme) på rollelisten. Filmen havde premiere i USA den 11. juni 2004. Filmen blev fulgt op af Garfield: A Tail of Two Kitties, som havde premiere i biograferne den 16. juni 2006 i Nordamerika.

## Handling
Garfield bliver kørt til dyrlægen Lisbeth, hvor Harald får hunden Futte med hjem. Garfield begynder at føle sig udenfor og vil bare have Futte ud af hans hjem. Det lykkedes ved at Futte kommer ud til Garfield, der er blevet låst ude om aftenen, fordi han havde fået reolen til at vælte. Derefter går Garfield ind af kattelemmen og låser den. Det resulterer i at Futte begynde at løbe efter biler og ender hos en dame. Så begynder Harald at sætte sedler op med at Futte er forsvundet. Damen begynder at sætte sedler op med, at hun hund har fundet en hund. Happy Chapman, som har set Futte ved en konkurrence, ser så sedlen med at damen har fundet en hund(altså Futte). Happy Chapman tager hen til damen og tager Futte med til telegraftårnet, hvor han laver reklamer. Harald ser så sedlen med at damen har fundet en hund så han tager hen til hende sammen med Lisbeth. Harald siger til damen at Futte er hans hund, Men damen siger til Harald at futte er Happy Chapmans hund. Garfield tager så på mission at rede Futte.

## Medvirkende (engelsktalende)
- Breckin Meyer som Jon Arbuckle
- Jennifer Love Hewitt som Dr. Liz Wilson
- Stephen Tobolowsky som Happy Chapman
- Evan Arnold som Wendall
- Bill Murray som Garfields stemme
- Mark Christopher Lawrence som Christopher Mello
- Nick Cannon som Louis' stemme
- Alan Cumming som Persnikittys stemme
- David Eigenberg som "Nermal"s stemme
- Brad Garrett som Lucas stemme
- Debra Messing som Arlenes stemme

## Medvirkende (dansktalende)
- Tommy Kenter som Garfield
- Timm Vladimir som Harald (Jon Arbuckle)
- Mille Hoffmeyer Lehfeldt som Lisbet (Lis)
- Jens Jacob Tychsen som Happy
- Donald Andersen som Bettemus
- Thure Lindhardt som Louis
- Anne Oppenhagen Pagh som Signe
- Peter Aude som Luca
- Henrik Koefoed som Persnikitty, Mello
- Søren Sætter-Lassen som Wendell
- Grethe Mogensen som Fru Baker

### Øvrige stemmer
- Puk Scharbau
- Mads M. Nielsen
- Peter Zhelder
- Niels Weyde
- Vibeke Dueholm
- Caspar Phillipson
- Peter Secher Schmidt
- Thea Iven Ulstrup
- Helene Wolhardt Moe
- Torbjørn Hummel

## Ekstern kilde/henvisning
- Officiel hjemmeside for Garfield: The Movie
- Garfield: The Movie på Internet Movie Database (engelsk)
- Garfield: The Movie på Filmdatabasen
- Garfield: The Movie på Scope
- Garfield: The Movie i Svensk Filmdatabas (svensk)
- Garfield: The Movie på AlloCiné (fransk)
- Garfield: The Movie på MovieMeter (nederlandsk)
- Garfield: The Movie på AllMovie (engelsk)
- Garfield: The Movie hos American Film Institute (engelsk)
- Garfield: The Movie hos Behind The Voice Actors (engelsk)
- Garfield: The Movie hos British Film Institute (engelsk)